# 菅原小春
菅原小春 (1992年2月14日—)，是出身于日本千葉縣山武市 的日本女性舞者和編舞家。

## 人物
- 自稱是尼特族。
- 創作歌手Tatejima Yoko是她的姐姐。

## 經歷
- 菅原從10嵗（2002年）起便开始跳舞，并在十几岁时就在DANCE ATTACK和SHONEN CHAMPLE等舞蹈比賽中獲得優勝。
- 2007年3月在故鄉的公立中學畢業之後，同年4月進入星槎国際高等学校入學，并於2010年畢業。
- 2010年4月高中畢業后，前往洛杉磯市正式開始了舞蹈活動。在學習積纍中孕育了自己獨特的舞蹈風格。
- 2013年她以舞者身份和NIKE合作，并參加了“NIKE ATHLETE”活动。
- 回國後菅原以編舞師和伴舞的身份參與了國内外衆多藝術家的作品。2NE1的《Falling in Love》是其中廣受歡迎的作品。
- 至2017年，菅原以日本為立脚點前去歐洲、亞洲等各國教授舞蹈。
- 以2017年的舞臺藝術作品《日本神話》爲契機，菅原此後與辻本知彦有許多合作作品，并嘗試了在舞蹈中融入當代舞的元素。藝術性的提升讓她獲得了多方面的贊譽。

## 主要出演項目

### 公演
- 星号~女神之光~ (2015年5月)
- SUGAR WATER  (2016年2月21日 個人演出)
- TOKYO M.A.P.S  (2017年5月7日 參與活動)
- SUGAR WATER  (2017年7月13日 個人演出)
- 日本神话 (2017年8月)
- 黑田育世《Last Pie》 (2018年10月)

### 編舞
- 倖田來未
- 克莉絲朵·凱兒
- 少女時代 《Love & Girls》
- 2NE1 《Falling in Love》
- 泰民
  - 《Goodbye》
  - 《Flame of Love》
  - 《MOVE》
  - 《WANT》
- Foorin 《红辣椒》

### PV
- 三浦大知
- 放浪兄弟
- 泰民
- MONDO GROSSO

### 电影
- 太陽之塔 2018年10月

### 電視劇
- NHK大河劇《韋駄天～東京奧運故事～》（2019年1月6日 - ，NHK）- 飾演 人見絹枝[2]
- 派對咖孔明（2023年10月 - ，富士電視台）- 飾演 MIA西表[3]

### 伴舞
- SMAP
- 安室奈美惠
- 蕾哈娜
- 少女時代
- 三浦大知
- MISIA
- 米津玄師

## 獲獎
- VOGUE JAPAN Women of the Year 2015 [4]

## 脚注
1. ↑  .   [2019-02-21]. （原始内容存档于2019-03-14）.
2. ↑  . modelpress.   [2019-03-05]. （原始内容存档于2019-04-26） （日语）.
3. ↑  . ORICON NEWS. 2023-07-24  [2023-07-24]. （原始内容存档于2023-07-24） （日语）.
4. ↑  . ORICON NEWS (オリコン). 2015-11-26  [2015-11-27]. （原始内容存档于2018-10-11）.

## 外部連接
- KOHARU SUGAWARA OFFICIAL BLOG （页面存档备份，存于）
- 菅原小春的X（前Twitter）
- 菅原小春的Instagram帳戶